# Durancie (slivoň)
Durancie (Prunus domestica 'Durancie') je ovocný strom, kultivar druhu slivoň z čeledi růžovitých. Odrůda je samosprašná, plodí brzy po výsadbě plody střední velikosti, chutné, šťavnaté, s modrou slupkou. Vhodná na přímý konzum i zpracování. Tato stará odrůda je stále rozšířená v zahradách.

## Další názvy
- Duranče[2]
- Duranec
- Kadle
- Kobylanka
- Damastilka
- Damastinka
- Durka

V jiných zemích Plum Gras, Gras Romanesc

## Původ
Neznámý. Podle ústí tradice přinesla odrůdu na Moravu ruská šlechtična Durancie, manželka olomouckého údělného knížete Oty III. Dětleba.

## Vlastnosti
Růst bujný. Plodnost vysoká, brzy po výsadbě, pravidelná. Durancie je samosprašná odrůda, ačkoliv někde je uváděna i jako cizosprašná. Zraje v druhé polovině září. Vyžaduje teplé osluněné polohy, propustné živné půdy s dostatkem vlhkosti.

## Plod
Plod kulovitý, střední. Slupka modrá, ojíněná někdy s mírně natrpklou chutí. Dužnina je zelenožlutá, chutná, velmi šťavnatá, obvykle jde špatně od pecky.

## Choroby a škůdci
Proti šarce středně rezistentní. Náchylná k monilióze. Odrůda může být poškozována pilatkou, puklicí švestkovou, plody poškozují vosy. Vyskytuje se klejotok.